# 10月24日
10月24日是陽曆一年中的第297天（閏年第298天），離全年的結束還有68天。

## 大事記

### 19世紀以前
- 1260年：埃及馬木路克王朝蘇丹忽秃斯在結束阿音札魯特戰役後遭同行的拜巴爾刺殺，後者自立為第四代蘇丹“拜巴爾一世”。
- 1648年：神聖羅馬帝國哈布斯堡王朝和法蘭西王國、瑞典帝國等國代表在奧斯納布魯克及明斯特正式確認《西發里亞和約》（《威斯特伐利亞和約》），结束三十年戰爭及西班牙與荷蘭共和國之間的八十年戰爭，規範了選帝侯數量增加到八席、神聖羅馬帝國境內各諸侯國可自行訂定官方宗教，天主教及路德宗和加爾文宗為官方允許宗教等一系列條款。
- 1795年：在哈布斯堡、俄羅斯、普魯士瓜分領土後，波蘭立陶宛宣告滅亡。
- 1796年：第一次反法同盟：施林根之戰在法國和奧地利軍隊之間展開，雙方均宣稱勝利。

### 19世紀
- 1844年：清兩廣總督耆英在法國軍艦“阿吉默特號”上同拉萼尼簽訂了中法第一個不平等條約《黄埔條約》。
- 1851年：英國天文學家威廉·拉塞爾在利物浦當地天文臺發現天王星的兩顆衛星天衛一與天衛二。
- 1860年：清朝欽差大臣奕訢與英國代表額爾金正式簽署《北京條約》，清朝割讓九龍半島予英國，天津開埠。
- 1861年：美國首份跨北美大陸電報收發成功，為加利福尼亞州和密蘇里州間傳遞郵件的驛馬快信制畫上了句號。
- 1894年：甲午戰爭：日軍進入中國境内。

### 20世紀
- 1901年：美國女教師安妮·埃德森·泰勒成為第一位乘坐木桶穿越並成功倖存的人。
- 1908年：臺灣西部連接基隆至高雄的縱貫鐵路(當時以山線為正線而非海線)通車，並由台灣總督府邀請之閑院宮載仁親王主持於臺中公園內舉行的「縱貫鐵道全通式」。
- 1909年：義大利和俄國簽訂拉冈尼基协定，同意维持巴尔干半岛现状。
- 1917年：卡波雷托戰役（即第十二次伊松左河戰役）打響，此戰亦為義大利在一戰的標誌性戰役，義大利慘敗。
- 1929年：華爾街股災爆發，繼而導致美國及全球長期的經濟蕭條。
- 1930年：巴西发生不流血政變，第一共和国结束。
- 1938年：在武汉保卫战中，“中山舰”在武昌金口赤矶山一带江面巡防时，被日飞机击沉。
- 1944年：大和級戰列艦2號艦，“武藏號”在參加捷一號作戰時，前往“萊特灣”的途中於“錫布延海”被19枚魚雷和17顆炸彈擊中後沉沒
- 1945年：《联合国宪章》在获得美国、英国、中国、苏联、法国等大多数签字国的批准后开始生效，联合国正式成立。
- 1949年：第二次國共內戰：中國人民解放軍渡海進攻金門，與中華民國國軍激戰三晝夜後全軍覆沒。
- 1950年：人民解放军进驻西藏：昌都战役结束，藏軍主力遭到解放军消滅，噶廈在向聯合國求助未果之情況下，於1951年5月和中央人民政府簽訂了《十七條協議》。
- 1964年：北罗得西亚与巴羅策蘭宣告组成独立国家尚比亞並脫離英國統治，由卡翁达擔任首任总统。
- 1970年：马克思主义者阿连德当选智利总统，为该国首例。
- 1973年：在經由日內瓦協議（英语：Geneva Conference (1973)）後，贖罪日戰爭（第四次中東戰爭）正式結束。
- 1975年：為了抗議薪資和勞動待遇上的不公，冰島九成的女性發起罷工，拒絕做任何工作或是家務，促使冰島議會於次年通過保障同工同酬的法律。[1]
- 1980年：波蘭政府承認團結工聯的合法性。
- 1991年：中國棋院在北京成立。

### 21世紀
- 2002年：維基百科協作計劃的中文版本中文維基百科正式成立、上線。
- 2003年：協和式客機最後一次正式運營。
- 2004年：九廣東鐵尖東站正式啟用，是最後一班列車於1975年從尖沙咀火車站開出三十年後，東鐵列車再次駛入尖沙咀。
- 2007年：香港的now寬頻電視全資製作的now新聞台正式啟播。
- 2007年：中國探月工程首顆繞月人造衛星嫦娥一號自西昌衛星發射中心發射升空。
- 2016年：巴基斯坦奎達的警察學院遭到恐怖份子襲擊，造成62人喪命，傷者人數則超過165。
- 2018年：連接香港大嶼山、澳門澳門半島和廣東省珠海市的大型跨海通道港珠澳大橋正式通車。
- 2020年：荷蘭癌症研究所的科學家通過PSMA PET-CT掃描發現人類新器官咽鼓管唾液腺。
- 2021年：中華民國臺中市第二選舉區立法委員陳柏惟遭到投票罷免，是中華民國歷史上首位遭罷免的立法委員。
- 2023年：第十四屆全國人大常委會第六次會議表決通過《中華人民共和國愛國主義教育法》，自2024年1月1日起施行。

## 出生
- 51年：图密善，羅馬帝國皇帝（96年逝世）
- 1503年：葡萄牙的伊莎貝拉，神聖羅馬帝國皇后（1539年逝世）
- 1617年：朱術桂，明朝宗室、郡王（1683年逝世）
- 1632年：安東尼·凡·雷文霍克，荷蘭發明家、科学家（1723年逝世）
- 1775年：巴哈杜爾·沙二世，蒙兀兒帝國末代皇帝（1862年逝世）
- 1804年：威廉·愛德華·韋伯，德國物理學家（1891年逝世）
- 1853年：巴頓·沃倫·艾夫曼，美國魚類學家（1932年逝世）
- 1855年：徐世昌，曾任北洋政府總統（1939年逝世）
- 1862年：丹尼爾·施華洛世奇，奧地利玻璃切割工、珠寶商、企業家，施華洛世奇創辦人（1956年逝世）
- 1883年：佐治·阿里臣，英國足球記者、領隊（1957年逝世）
- 1886年：謝爾戈·奧爾忠尼啟則，蘇聯政治人物（1937年逝世）
- 1889年：维多利亞·尤金妮亞，西班牙王后（1969年逝世）
- 1891年：拉斐爾·特魯希略，多明尼加政治人物、獨裁者，前任多明尼加總統（1961年逝世）
- 1898年：彭德怀，中國軍事家、革命家（1974年逝世）
- 1898年：莉蓮·奧本海默，美國摺紙先驅（1992年逝世）
- 1906年：鹿野忠雄，日本博物學家、探險家、昆蟲學家、文化人類學家、民俗學家（1945年逝世）
- 1922年：毛岸英，毛澤東長子（1950年逝世）
- 1925年：英薩利，赤柬高層人物之一，曾任赤柬政權副總理及外長（2013年逝世）
- 1932年：史蒂芬·柯維，美國管理學家（2012年逝世）
- 1931年：索菲婭·古拜杜林娜，俄羅斯作曲家（2025年逝世）
- 1933年：渡辺淳一，日本作家（2014年逝世）
- 1939年：F·莫瑞·亞伯拉罕，美國男演員
- 1943年：王崇秋，中國導演、攝影師
- 1952年：，墨西哥毒梟，瓜達拉哈拉販毒集團創辦人
- 1955年：謝麗爾·斯圖德，美國戲劇女高音歌唱家
- 1956年：傑夫·默克利，美國政治人物，現任俄勒岡州聯邦參議員
- 1956年：周野芒，中国男演员
- 1962年：琳達·雅克里諾，美國媒體主管
- 1963年：村治學，日本男演員、聲優
- 1964年：亞莫爾·托歐斯，美國小說家
- 1965年：松野泰己，日本遊戲設計師、編劇
- 1966年：景海鵬，中國航天員
- 1966年：嚴孝燮，韓國男演員
- 1969年：吉田直，日本小說家（2004年逝世）
- 1969年：及川光博，日本男演員、歌手
- 1970年：應蔚民，台灣男演員
- 1970年：袁潔儀，香港女演員
- 1970年：張韡騰，香港男藝人
- 1970年：吳敏兒，香港政治人物
- 1972年：范·達克霍姆，越裔美國GV男優、導演、攝影師
- 1973年：樊尚·坎德拉，法國前足球運動員
- 1976年：鄧一君，香港男演員
- 1976年：瑪莉卡·舒拉瓦，印度女演員
- 1977年：飯田利信，日本男性聲優
- 1981年：黃少谷，台灣創作歌手
- 1981年：清原紘，日本漫畫家
- 1982年：劉力揚，中國女歌手
- 1983年：雷凱欣，香港女性模特兒
- 1984年：木村KAELA，日本歌手、模特兒、藝人
- 1984年：陳鳳玲，新加坡女演員
- 1985年：綽琦，馬來西亞女演員（2015年逝世）
- 1985年：韋恩·魯尼，英格蘭職業足球運動員
- 1986年：李明翰，台灣樂團東城衞鼓手
- 1986年：岡本信彥，日本男性聲優
- 1986年：德雷克，加拿大饒舌歌手、歌手
- 1987年：古城祐，香港男歌手
- 1988年：朱浩仁，馬來西亞男藝人、Youtuber
- 1988年：張元植，臺灣登山家（2024年逝世）
- 1988年：鄧卓翔，中國足球運動員
- 1988年：櫻川惠，日本女性聲優、歌手
- 1989年：江铠同，中國女演員
- 1989年：PewDiePie，瑞典YouTuber
- 1990年：梁以辰，台灣女藝人
- 1992年：丁立人，中國西洋棋手，西洋棋特級大師
- 1992年：弗洛里安·凱因茨，奧地利職業足球運動員
- 1994年：李漢昇，臺灣男子籃球運動員
- 1994年：鄭秀晶，韓國女子偶像團體f(x)成員
- 1996年：易柏辰，台灣男子偶像團體SpeXial成員
- 1996年：杰倫·布朗，美國職業籃球運動員
- 1997年：原島大地，日本籍中日混血男演員
- 1998年：黛雅，美國女歌手
- 1999年：上國料萌衣，日本女子偶像團體ANGERME成員
- 1999年：，英格蘭職業足球運動員
- 2002年：Ado，日本女歌手
- 2004年：斯特凡·巴伊切蒂奇，西班牙職業足球運動員
- 生年不詳：花宮初奈，日本女性聲優
- 生年不詳：佐藤美由希，日本女性聲優

## 逝世
- 996年：雨果·卡佩，法蘭西國王（941年出生）
- 1023年：寇準，北宋政治家（961年出生）
- 1260年：忽禿思，埃及蘇丹（生年不詳）
- 1601年：第谷·布拉赫，丹麦天文学家（1546年出生）
- 1813年：路易·米歇爾·安托萬·薩于克，法國陸軍將領（1755年出生）
- 1842年：貝爾納多·奧希金斯，智利民族獨立運動領袖（1778年出生）
- 1918年：丹尼爾·伯利·伍爾福爾，英格蘭職業足球運動員，第2任國際足球總會主席（1852年出生）
- 1924年：約翰·范·丁伯格，美國爬蟲學家（1872年出生）
- 1945年：，挪威軍官、政治人物，納粹德國占領挪威時期總理（1887年出生）
- 1956年：，英格蘭職業足球運動員、教練（1898年出生）
- 1972年：傑基·羅賓森，美國職業棒球運動員，美國職棒大聯盟史上第一位黑人球員（1919年出生）
- 1974年：大衛·奧伊斯特拉赫，蘇聯小提琴家（1908年出生）
- 1983年：蔡镏生，中国化学家（1902年出生）
- 1983年：江文也，出身日本時代臺北廳三芝地區客家作曲家，台灣作曲先驅（1910年出生）
- 1987年：彭德，英國漢學家、香港人口調查處處長（1911年出生）
- 1991年：金·羅登貝瑞，美國編劇、電視製作人（1921年出生）
- 1995年：蔡名永，中華民國空軍中將（1915年出生）
- 1996年：白錦祥，中國象棋棋手（1920年出生）
- 2003年：宋美齡，蔣中正夫人及外交助手（1897年出生）
- 2005年：陳美玉，中華民國排球前輩、臺灣童軍運動先驅（1929年出生）
- 2007年：崔德祺，澳門政治家（1912年出生）
- 2008年：蕭克，中華人民共和國開國上將（1907年出生）
- 2011年：約翰·麥卡錫，美國計算機科學家，於1955年達特矛斯會議上提出「人工智慧」概念、LISP發明人（1927年出生）
- 2013年：馬諾洛·埃斯科瓦爾，西班牙歌手、演員（1931年出生）
- 2015年：瑪琳·奧哈拉，愛爾蘭裔演員及歌手（1920年出生）[2]
- 2022年：楊群，香港男演員（1934年出生）
- 2022年：托馬什·武伊托維奇，波蘭男子排球運動員（1953年出生）
- 2022年：，美國政治人物，曾任美國國防部長（1954年出生）
- 2023年：一城美由希，日本女性聲優（1949年出生）
- 2024年：雅德維加·巴蘭斯卡，波蘭女演員（1935年出生）

## 節假日和習俗
- 聯合國日
- 程序员日
- 世界發展資訊日
- 世界小兒麻痺日（英语：World Polio Day）
- 中華民國：台灣聯合國日[3][4]
- 尚比亞：獨立日